# Bagués-Masriera
Bagués - Masriera es una firma dedicada a la creación de joyas y orfebrería. Nació a partir de la asociación de tres nombres de la joyería catalana: Masriera-Carreras y Bagués.

## sigloXIX
La firma Masriera nace en 1839, durante los últimos compases del Romanticismo, de la mano de Josep Masriera Vidal. Josep Masriera elaboró una pasantía (examen que había de superar el becario de un oficio para adquirir la categoría de maestro gremial) en acuarela de oro, plata y esmeraldas.[cita requerida] Entonces abrió su propio taller de joyería en Barcelona. El proceso de elaboración de las piezas, desde su diseño hasta el último pulido, se llevaba a cabo en el taller familiar, que se fue ampliando a medida que aumentaba la producción.
Josep Masriera Vidal se consolidó como joyero a la vez que sus hijos se iniciaban en el taller de joyería. Al morir los patriarcas, dos de los hijos, Francesc y Josep, tomaron las riendas y lograron darle un gran impulso al negocio familiar.[cita requerida] Ambos hermanos destacaban en el campo de la orfebrería y la pintura. Con estas cualidades y la recuperación de diversas técnicas de elaboración de esmalte consiguieron un alto nivel en el diseño de joyas artísticas. Con la tercera generación de la familia, Lluís Masriera se convierte en el joyero del Modernismo catalán y uno de los principales representantes de la joyería del Art Nouveau, otorgándole un renombre a nivel internacional.[cita requerida]

## sigloXX
En 1913 surgió el Novecentismo en Cataluña, movimiento que Masriera aprovechó para perfilar un estilo más clásico de líneas mucho más geométricas que se acercaban más al nuevo art déco y dejaba a un lado, de esta manera, los rasgos simbolistas.
En 1915 se produjo la fusión entre dos de las familias de joyeros y plateros más antigua de Cataluña: Masriera (1839) y Carreras (1766). La sociedad Masriera Hermanos y Joaquín Carreras adquirió un alto reconocimiento y prestigio en toda Europa gracias a varias exposiciones como la Exposición Internacional de Artes Decorativas e Industriales Modernas de París (1925) y la Exposición Universal de Barcelona (1929) entre las más destacadas. En 1985 se unieron las dos firmas de la joyería catalana: Masriera i Carrera y Bagués.  
La firma Bagués fue creada en 1917, especializándose en la elaboración de joyas contemporáneas.
Bagués recuperó las técnicas llevadas a cabo en la joyería modernista catalana y las hace suyas. Se centró en especial en el trabajo y el uso de las técnicas del esmalte al fuego, hasta convertirlas en un sello de la marca personal de la firma. Con ello, Bagués consiguió adquirir prestigio como firma propia con la creación de un fondo propio de joyas contemporáneas de alto nivel.

## sigloXXI
Bagués-Masriera cuenta con más de una treintena de premios y ha sido partícipe de múltiples exposiciones. Su tienda principal está situada en la ciudad de Barcelona, en los bajos de la Casa Atmetller, obra emblemática del Modernismo barcelonés, de Puig i Cadafalch.[cita requerida]
A nivel internacional, en EE. UU. dispone de una oficina que gestiona su distribución por las joyerías más prestigiosas del país. Así mismo, cuenta con una gran presencia en Japón, con selectivos puntos de distribución además de una boutique en la misma ciudad de Tokio. Paulatinamente va aumentando la obertura de su mercado a través de Asia y Europa.